# 베를린 마라톤

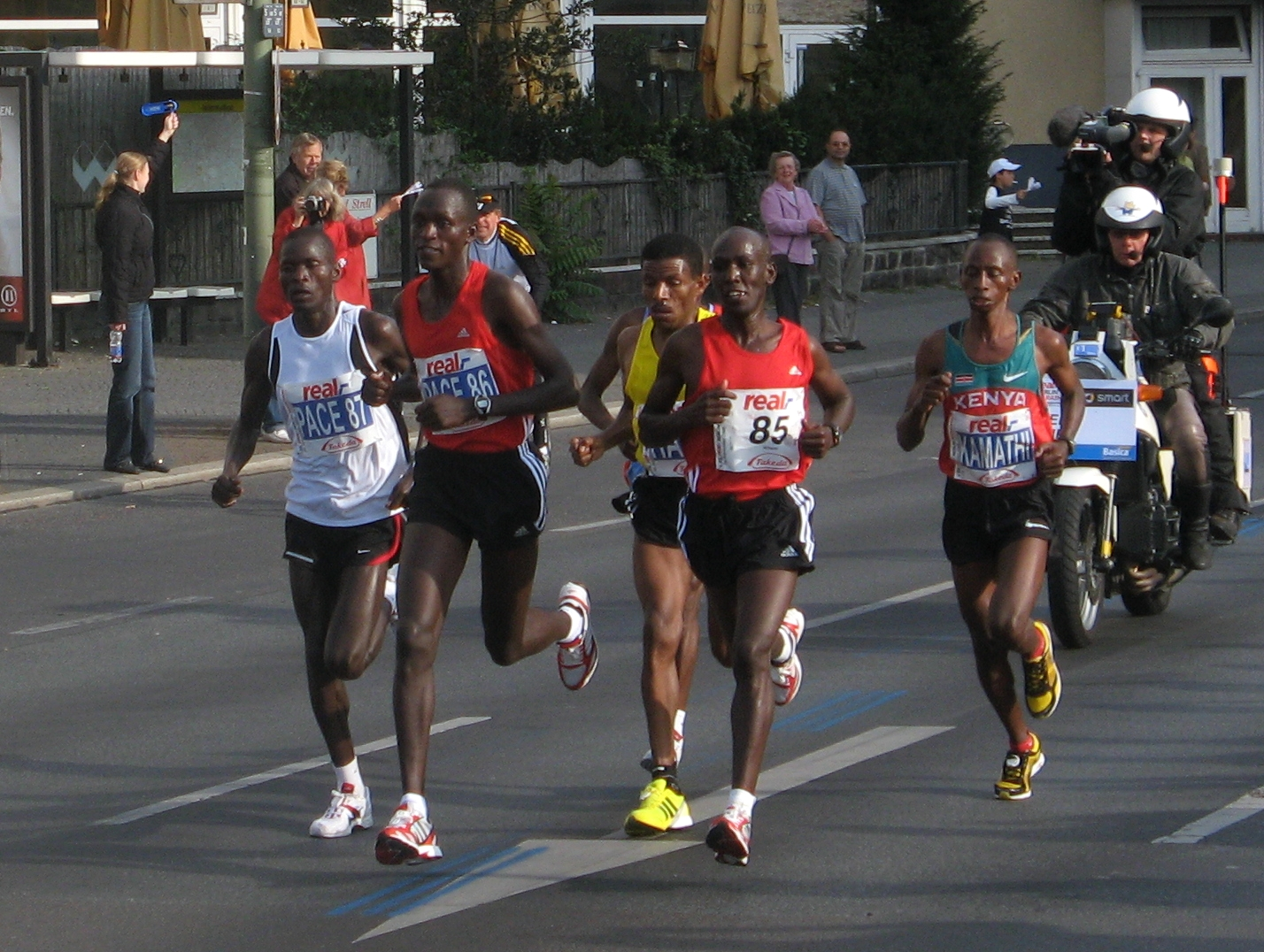

베를린 마라톤(Berlin Marathon)은 독일의 베를린에서 매년 9월에 열리는 마라톤 대회이다. 1974년에 처음 시작되었다.

## 대회 기록
| 남/여 | 대회 기록       | 기록 보유자     | 국적 | 기록 일시       |
| ----- | --------------- | --------------- | ---- | --------------- |
| 남자  | 2시간 01분 09초 | 일리우드 킵초게 | 케냐 | 2022년 9월 25일 |
| 여자  | 2시간 19분 12초 | 노구치 미즈키   | 일본 | 2005년 9월 25일 |